# Pteropus aruensis
La volpe volante delle Aru (Pteropus aruensis Peters, 1867) è un pipistrello appartenente alla famiglia degli Pteropodidi, endemico delle isole Aru, in Indonesia.

## Descrizione

### Dimensioni
Pipistrello di grandi dimensioni, con la lunghezza dell'avambraccio tra 190 e 191 mm.

### Aspetto
La pelliccia è corta. Le parti dorsali sono insolitamente bianco-argentate in forte contrasto con il collare castano e la testa marrone scura, mentre le parti ventrali sono cosparse di peli dorati e nerastri. Il muso è lungo ed affusolato, gli occhi sono grandi. Le orecchie sono relativamente corte e con l'estremità arrotondata. Le ali sono attaccate sul dorso molto vicine tra loro, sebbene non eccessivamente come in P.melanopogon. La tibia è priva di peli. È privo di coda, mentre l'uropatagio è ridotto ad una sottile membrana lungo la parte interna degli arti inferiori.

## Distribuzione e habitat
Questa specie è limitata all'isola di Wokam nell'arcipelago delle Isole Aru, al largo delle coste centro-occidentali della Nuova Guinea. Una mandibola, ritrovata sull'isola di Kobroor, probabilmente appartiene ad un individuo di questa specie.

## Tassonomia
In accordo alla suddivisione del genere Pteropus effettuata da Andersen, P. aruensis è stato inserito nello  P. melanopogon species Group, insieme a P. melanopogon stesso, P. keyensis e P. livingstonii. Tale appartenenza si basa sulle caratteristiche di avere un cranio massiccio tipicamente pteropino, un ripiano basale nei premolari e sulle grosse dimensioni.
In passato alcuni autori assegnavano questa forma a P. melanopogon, ma oggi è definitivamente riconosciuta come specie a sé stante.
Altre specie simpatriche dello stesso genere: P. macrotis.

## Conservazione
La IUCN Red List, classifica P. aruensis come specie in pericolo critico di estinzione (CR). Non sono state più raccolti esemplari dalla fine del XIX secolo e una spedizione del Western Australian Museum intrapresa nel 1992 non ha ottenuto nessun risultato. C'è pertanto il dubbio che possa essersi estinto.